# تاينو

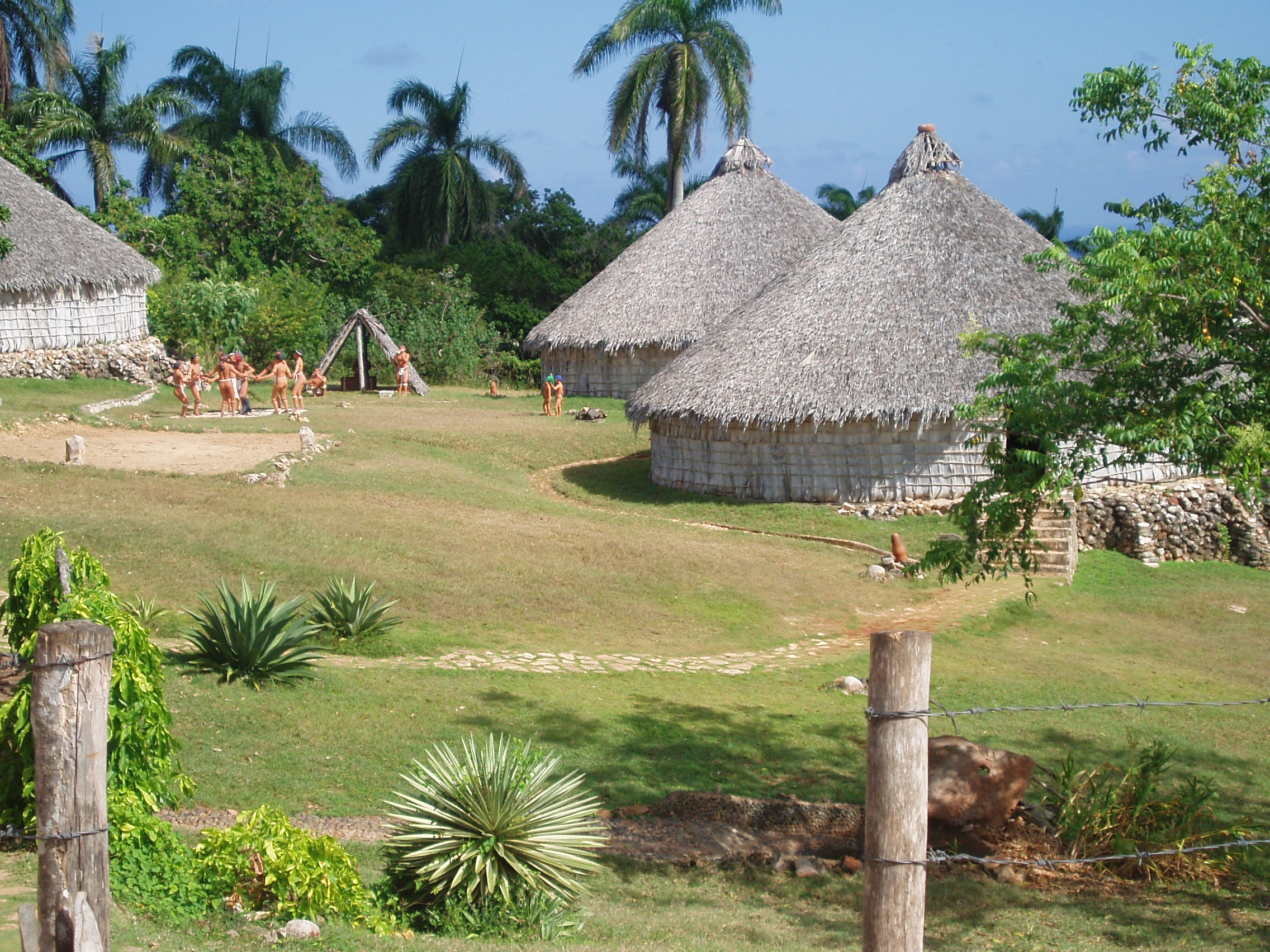
اٍعادة بناء قرية تاينو في كوبا

التاينو (بالإسبانية: Taíno)‏ هم شعب من الأراواك وهم السكان الأصليون في منطقة الكاريبي وفلوريدا. كانوا هم السكان الرئيسيين في جزر كوبا وجامايكا وهيسبانيولا وبورتوريكو في زمن الاتصال الأوروبي في أواخر القرن الخامس عشر. وكانوا يعرفون باسم لوكايان في جزر الأنتيل الكبرى وجزر الأنتيل الصغرى الشمالية وجزر البهاماس. كانوا يتكلمون بلغة التاينو، وهي إحدى لغات الأراواك.
هاجر أجداد التاينو إلى منطقة الكاريبي قادمين من موطنهم الأصلي في أمريكا الجنوبية (فنزويلا الحالية)، وثقافتهم قريبة من ثقافة هنود وسط أمريكا. انقسموا في زمن الاتصال الأوروبي إلى ثلاث مجموعات واسعة على رأسها: التاينو الغربيون (جامايكا وكوبا وجزر البهاماس) والتاينو القدماء (هيسبانيولا وبورتوريكو) والتاينو الشرقيون (شمال جزر الأنتيل الصغرى)، ومجموعات أخرى من قبائل التاينو في فلوريدا، مثل تيكيستا، كالوسا، خايغا، أيس، وجماعات أخرى غير هؤلاء. وكانت جماعات التاينو في نزاع مع قبائل الكاريب من جزر الأنتيل الصغرى الجنوبية.
في زمن وصول كولومبس في عام 1492، كانت هناك خمسة مشيخات وأقاليم للتاينو في هيسبانيولا، كل منها يقودها كاسيكي (زعيم)، الذي تدفع له الجزية. وكانوا يسمون الجانب الجبلي من جزيرة هيسبانيولا أيتي («أرض الجبال العالية»)، الذي اشتق منه اسم هايتي باللغة الفرنسية.
أما كوبا، أكبر جزر الأنتيل، فقد قسمت أصلا إلى 29 مشيخة. أصبحت معظم مستوطناتهم مواقع لمدن استعمارية أسبانية وأبقت على الأسماء الأصلية، مثل هافانا، باتابانو، كاماغوي، باراكوا، بايامو. اسم كوبا نفسه أتى من لغة التاينو؛ لكن المعنى الدقيق لاسم غير واضح ولكن قد يترجم إما «مكان الأراضي الخصبة الوفيرة» (كوباو)، أو «المكان العظيم» (كوابانا).
بورتوريكو أيضا انقسمت إلى مشيخات. وكان الكاسيكي (الزعيم) يتلقى جزية كبيرة بوصفه القائد المورث من قبائل التاينو. ويعتقد أن تجمعاتهم السكنية في وقت الغزو الاسباني قد تتضمن 3000 فرد.
كان التاينو تاريخيا أعداء قبائل الكاريب المجاورة، وهم مجموعة أخرى تعود أصولهم إلى أمريكا الجنوبية، والذين عاشوا في جزر الأنتيل الصغرى. وكانت العلاقة بين المجموعتين موضع كثير من الدراسات. تم طرد التاينو إلى شمال شرقي الكاريبي (من منطقة أمريكا الجنوبية) في القرن الخامس عشر بسبب غارات الكاريب. تم أخذ النساء كسبايا، ما أدى وجود العديد من نساء الكاريب يتحدثن لغة التاينو.
عندما أتى الإسبان لأوّل مرّة في جزر البهاما وكوبا وهيسبانيولا في عام 1492، وبعد ذلك في بورتوريكو، لم يجلبوا معهم النساء في حملاتهم الأولى. واتّخذوا من نساء التاينو زوجات، فأصبح أطفالهم من المستيزو. كما كان العنف الجنسي الّذي مارسه الإسبان في هيسبانيولا مع نساء التاينو شائعاً أيضاً.  يشير الباحثون إلى أنّ هناك اختلاطاً عرقيّاً وثقافيّاً في كوبا، وأنّ عدداً من قرى الهنود نجت حتى القرن التاسع عشر.
انقرضت ثقافة التاينو تقريباً بعد استيطان المستعمرين الإسبان، ويرجع ذلك أساساً إلى الأمراض المعدية الّتي لم تكن لديهم مناعة ضدّها. سجلّ أوّل تفشّي لوباء الجدري في هيسبانيولا في ديسمبر 1518 أو يناير 1519. قتل الوباء 90% من المواطنين الّذين لقوا حتفهم بالفعل. كما تسبّبت الحروب وظروف الاستعباد القاسية من قبل المستعمرين بالعديد من الوفيات. وبحلول عام 1548، انخفض تعداد السّكّان الأصليّين إلى أقلّ من 500. ابتداء من عقد 1840، كانت هناك محاولات لخلق هويّة شبه أصليّة للتّاينو في المناطق الريفيّة في كوبا وجمهورية الدومينيكان وبورتوريكو. ظلّ هذا التيار في تسارع بين المجتمع البورتوريكي في الولايات المتّحدة في السّتّينات.